# 아실화
아실화(영어: acylation)는 화학에서 화합물에 아실기를 첨가하는 과정을 말한다. 알칸오일화(영어: alkanoylation)라고도 한다. 아실기를 제공하는 화합물을 아실화제라고 한다.
일부 금속 촉매로 처리하면 강력한 친전자체를 형성하기 때문에 아실 할라이드는 일반적으로 아실화제로 사용된다. 예를 들어 프리델-크래프츠 아실화는 아세틸 클로라이드(에탄오일 클로라이드), CH3COCl을 아실화제로 사용하고 염화 알루미늄(AlCl3)을 촉매로 사용하여 벤젠에 아세틸기(에탄오일기)를 첨가한다.
|  |

이 반응의 메커니즘은 친전자성 방향족 치환이다.
아실 할라이드 및 카복실산의 산무수물도 일반적으로 사용되는 아실화제이다. 어떤 경우에는 활성 에스터가 비슷한 반응성을 보인다. 모두 아민과 반응하여 아마이드 및 알코올을 형성하며 친핵성 아실 치환에 의해 에스터를 형성한다.
아실화는 알킬화에서 일반적으로 일어나는 자리옮김반응을 방지하는 데 사용할 수 있다. 이를 위해 아실화 반응이 수행된 다음 클레멘젠 환원 또는 유사한 과정에 의해 카보닐기가 제거된다.

## 생물학에서의 아실화
단백질의 아실화는 아실기의 부착에 의한 단백질의 번역 후 변형 과정이다. 단백질의 아실화는 생물학적 신호전달을 조절하는 메커니즘으로 관찰되었다. 한 가지 두드러진 유형은 특정 아미노산에 지방산이 첨가되는 아실화(예: 미리스토일화, 팔미토일화, 팔미톨레오일화)이다. 다양한 유형의 지방산들이 단백질의 아실화에 관여한다. 팔미톨레오일화는 단일불포화 지방산인 팔미톨레산이 단백질의 세린 또는 트레오닌 잔기에 공유 결합으로 결합된 아실화의 한 유형이다. 팔미톨레오일화는 Wnt 단백질의 트래피킹 및 표적화 및 기능에서 중요한 역할을 하는 것으로 보인다.

## 같이 보기
- 아세틸기
- 케텐